# Vulpes vulpes atlantica
Vulpes vulpes atlantica es una subespecie de  mamíferos carnívoros  de la familia Canidae.

## Distribución geográfica
Se encuentra en la Cordillera del Atlas.